# Boris Sergejewitsch Kolzow
Boris Sergejewitsch Kolzow (russisch Борис Сергеевич Кольцов, englisch Boris Koltsov; * 10. September 1988 in Batumi, Georgische SSR, Sowjetunion) ist ein russischer Dartspieler.

## Biographisches
Boris Kolzow wurde in Batumi, dem Wohnort seiner Eltern, geboren. Sein Vater ist ethnisch ein Grieche, seine Mutter Russin. Zwei Jahre später zog die Familie nach Wologda (Russland), wo Boris bis zum Alter von 15 Jahren lebte. Danach wanderte die Familie 2004 nach Griechenland aus, kehrte aber 2011 zurück und wohnt seit 2013 in Moskau. Sein Vater war bis 2004 auch Dartspieler und gewann mehrere Turniere.

## Karriere
Boris Kolzow begann 2011 mit Dart und gewann schon 2014 das russische Qualifikationsturnier für die PDC-Weltmeisterschaft 2015, dort konnte er sein Vorrundenspiel gegen den Japaner Haruki Muramatsu mit 4:2 gewinnen, schied jedoch in der ersten Runde gegen Kevin Painter aus. Beim World Cup of Darts 2016 trat er zusammen mit Alexander Oreschkin für Russland an. Nachdem er erneut das russische Qualifikationsturnier für die PDC-Weltmeisterschaft 2017 gewinnen konnte, unterlag er in der Vorrunde dem Deutschen Dragutin Horvat. Wenige Wochen später versuchte er bei der Q-School sich eine Tourkarte zu erspielen, dies gelang ihm jedoch nicht. Im Mai 2017 gewann er die Finnish Open und konnte beim World Cup of Darts mit Oreschkin das Viertelfinale erreichen. Im Oktober des gleichen Jahres konnte das Duo beim WDF World Cup den Titel im Doppel gewinnen.
Im Folgejahr debütierte er auf der European Tour und beim European Darts Matchplay in Hamburg. Des Weiteren folgten zwei weitere WM-Teilnahmen 2019 und 2020.
Bei der PDC Qualifying School 2021 errang Kolzow als erster russischer Dartspieler die Tour Card, welche ihn dazu berechtigt, die PDC Pro Tour 2021 und 2022 zu spielen. Er qualifizierte sich für die Gibraltar Darts Trophy 2021, verlor jedoch im ersten Spiel gegen Kim Huybrechts.
Bei der PDC World Darts Championship 2022 ging Kolzow erneut als erfolgreicher Absolvent des EADC Qualifiers an den Start. Er gewann sein erstes Spiel gegen Jermaine Wattimena mit 3:0, unterlag dann jedoch mit 2:3 Dirk van Duijvenbode.
Seit Mai 2022 spielt Kolzow, nach längerer Abstinenz von der Tour, unter neutraler Flagge. Beim Players Championship Nummer 20 gelang Kolzow daraufhin sein größter PDC-Erfolg. Nach Siegen über Steve West, Krzysztof Kciuk und Martin Schindler spielte er sich erstmals in ein Pro Tour-Finale. In diesem unterlag er jedoch mit 4:8 Adrian Lewis.
Ende November 2022 tauchte ein Video in den sozialen Netzwerken auf, welches Kolzow bei einer Schlägerei nach einem Spiel in seiner Heimat Russland zeigt. Grund dafür war wohl ein verweigerter Handschlag nach dem Finale der russischen Team-Weltmeisterschaft, welches Kolzow mit seinem Team gewonnen hatte.
Ende 2022 verlor Kolzow seine Tour Card. Auf der Teilnehmerliste für die Q-School 2023 tauchte er daraufhin nicht auf.

## Weltmeisterschaftsresultate

### PDC
- 2015: 1. Runde (2:3-Niederlage gegen  Kevin Painter)
- 2017: Vorrunde (1:2-Niederlage gegen  Dragutin Horvat)
- 2019: 1. Runde (0:3-Niederlage gegen  Chris Dobey)
- 2020: 1. Runde (1:3-Niederlage gegen  Ritchie Edhouse)
- 2022: 2. Runde (2:3-Niederlage gegen  Dirk van Duijvenbode)

## Titel

### BDO
- Weitere
  - Finnish Open: (2) 2017, 2018
  - Saint Petersburg Open: (1) 2019

### PDC
- Secondary Tour Events
  - PDC Challenge Tour
    - PDC Challenge Tour 2019: 4

### WDF
- Bronze-Turniere 
  - Salavaev Cup: (1) 2021